# Udavské
Udavské (ungarisch Udva) ist eine Gemeinde im Okres Humenné innerhalb des Prešovský kraj in der Slowakei mit etwa 1200 Einwohnern.
Der Ort liegt am Zusammenfluss des vom Nordosten kommenden Fluss Udava und vom Norden kommenden Laborec, zwischen den Gebirgszügen der Ondavská vrchovina im Westen und der Laborecká vrchovina im Norden und Osten und befindet sich sieben Kilometer nordöstlich von Humenné und 38 Kilometer südlich von Medzilaborce. Der Ort liegt einen Kilometer abseits der Landesstraße 559, die Humenné mit Medzilaborce verbindet und besitzt einen Bahnhof an der Bahnstrecke Michaľany–Medzilaborce mesto–Łupków.
Der Ort wurde zum ersten Mal 1317 als Vadna schriftlich erwähnt. Für eine lange Zeit ist die Geschichte mit der Familie Drugeth und deren Herrschaftssitz in Humenné verbunden. Die Familie ließ im 17. Jahrhundert im Ort ein Barocklandschloss errichten. Nach dem Aussterben der männlichen Linie der Drugeths wechselten sowohl der Ort als auch das Landschloss ihre Besitzer: die Grafen Csáky, Zichy und schließlich Szirmay. Das Landschloss ist heute in einem verfallenden Zustand.
Udavské ist der Geburtsort von Jozef Tomko (1924–2022), einem Kardinal sowie von Anton Špiesz, einem slowakischen Geschichtswissenschaftler.

## Bevölkerung
| Jahr                | 1994 | 2004    | 2014    | 2024    |
| ------------------- | ---- | ------- | ------- | ------- |
| Anzahl der Personen | 1230 | 1277    | 1217    | 1232    |
| Unterschied         |      | +3,82 % | −4,69 % | +1,23 % |

| Jahr                | 2023 | 2024    |
| ------------------- | ---- | ------- |
| Anzahl der Personen | 1241 | 1232    |
| Unterschied         |      | −0,72 % |